# Чёрные мухоловки
Чёрные мухоловки (лат. Melaenornis) — род воробьиных птиц из семейства мухоловковых.

## Виды
В состав рода включают 7 видов:
- Melaenornis annamarulae Forbes-Watson, 1970 — Либерийская чёрная мухоловка
- Melaenornis ardesiacus Berlioz, 1936 — Желтоглазая чёрная мухоловка
- Melaenornis brunneus (Cabanis, 1886) — Ангольская чёрная мухоловка
- Melaenornis chocolatinus (Rüppell, 1840) — Абиссинская чёрная мухоловка
- Melaenornis edolioides (Swainson, 1837) — Северная чёрная мухоловка
- Melaenornis fischeri (Reichenow, 1884) — Белоглазая чёрная мухоловка
- Melaenornis pammelaina (Stanley, 1814) — Южная чёрная мухоловка